# Parapercis rufa
Parapercis rufa és una espècie de peix de la família dels pingüipèdids i de l'ordre dels perciformes.

## Etimologia
El seu nom específic, rufa, prové del mot llatí per vermellós i al·ludeix al seu color rosa-marró.

## Descripció
- Cos allargat. Ulls moderadament grans. 5 espines a l'aleta dorsal i 16-17 radis tous a l'anal. Absència de franja fosca a sota dels ulls (només un punt fosc a l'àrea preorbitària) i de taques marrons fosques des del clatell i l'occípit fins a l'opercle. Filera de petits punts marrons foscos (un per membrana) en el terç extern de l'àrea tova de l'aleta dorsal.[3][7]

## Hàbitat i distribució geogràfica
És un peix marí, demersal (entre 85 i 90 m de fondària) i de clima tropical, el qual viu al Pacífic occidental central: les illes Filipines.

## Observacions
És inofensiu per als humans.